# Hellas Jet
Hellas Jet (Code AITA : T4 ; code OACI : HEJ) est une compagnie aérienne charter grecque qui appartient à 51 % au groupe Air Miles.

## Histoire
Hellas Jet a été créé en 2002 et opéra son premier vol le 24 juin 2003. Elle appartenait alors à 75 % à Cyprus Airways et réalisait des vols réguliers. Le 10 mai 2005, Cyprus Airways suspend tous les vols réguliers de la compagnie à la suite de lourdes pertes. Elle revendra en juin de la même année la compagnie à une autre compagnie grecque, Air Miles qui détient encore aujourd'hui Hellas Jet.

## Activité
Hellas Jet réalise des vols charter au départ de Heraklion et de Rhodes.

## Flotte

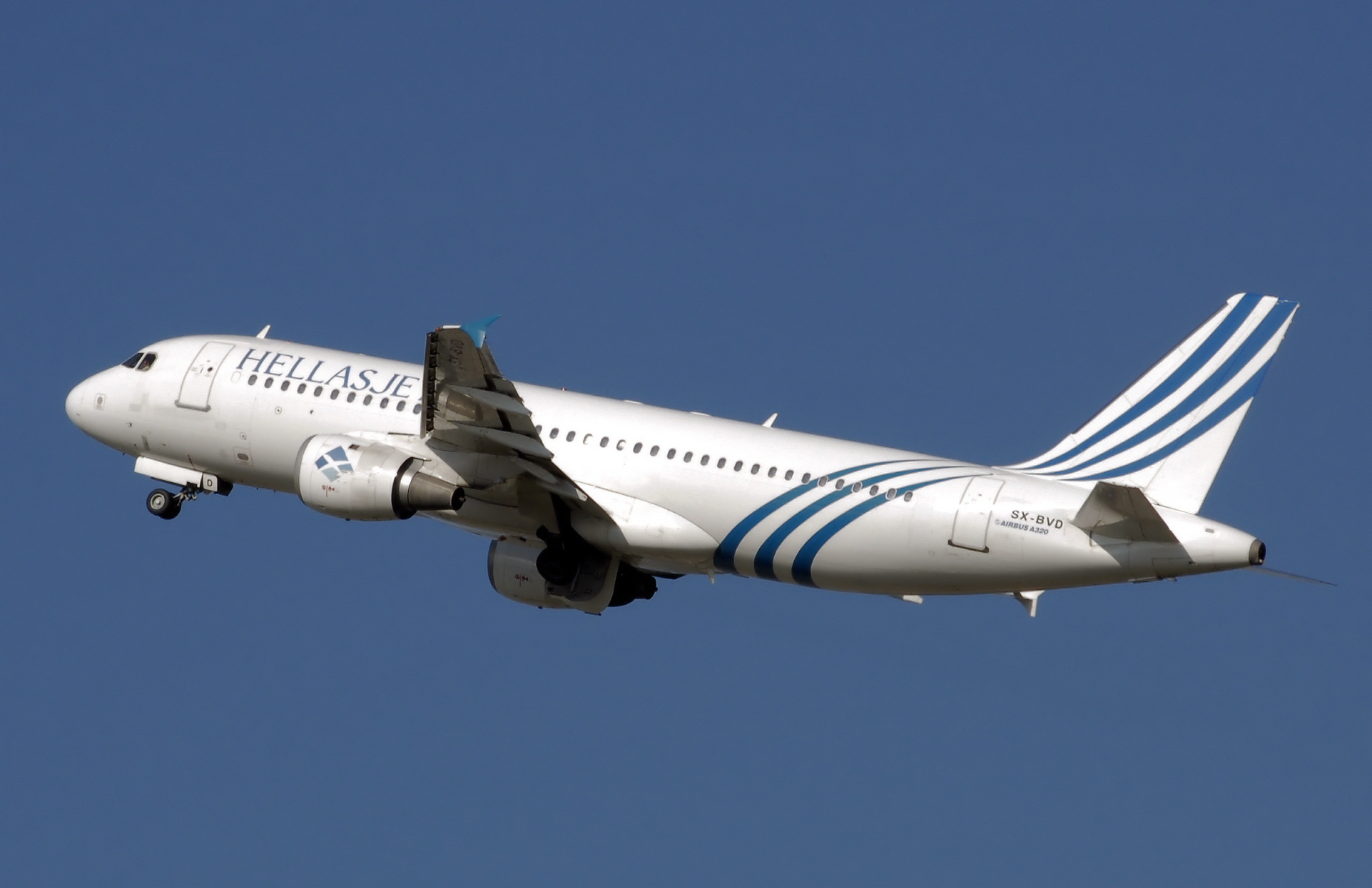
Airbus A320 de Hellas Jet

La compagnie dispose de 3 Airbus A320.